# دبستان نسل انقلاب
دبستان نسل انقلاب مربوط به دوره پهلوی اول است و در آبادان، خیابان امام خمینی، کوچه پرویزی واقع شده و این اثر در تاریخ ۱۲ بهمن ۱۳۸۱ با شمارهٔ ثبت ۷۲۴۸ به‌عنوان یکی از آثار ملی ایران به ثبت رسیده است.